# أوري أند ذا بلايند فورست
أوري والغابة العمياء (الإنجليزية: Ori and the Blind Forest) هي لعبة منصات مغامرات طورتها استديوهات مون ونشرتها مايكروسوفت ستوديوز. أُصدرت اللعبة على منصتي ويندوز و‌إكس بوكس ون في مارس 2015. في اللعبة يتحكم اللاعب بشخصية أوري (Ori) - روح حارسة بيضاء - وسين (Sein) - «ضوء وعينيّ» شجرة أرواح الغابة. للتقدم في اللعبة، اللاعبون مكلفون بالتحرك بين المنصات وحل الألغاز. تتميز اللعبة بنظام يسمى «روابط الروح» (soul links)، والذي يسمح للاعبين بالحفظ في «الإرادة»، وهو نظام ترقية يعطي اللاعبين القدرة على تقوية مهارات أوري.
طورت اللعبة استديوهات مون. امتلكت اللعبة مايكروسوف ستوديوز بعد سنة من بداية تطوير اللعبة. قصة اللعبة مستوحاة من الأسد الملك و‌العملاق الحديدي وبعض من عناصر طريقة اللعب مستوحاة من سلسلتي رايمان و‌مترويد.
عند إصدارها، تلقت اللعبة إشادة من النقاد، وكذلك أشاد اللاعبون بطريقة اللعب وأسلوب الفن والقصة وتسلسل العمل والموسيقى وتصميم البيئة. جينادي كورول المؤسس المشارك لاستوديوهات مون قال إن اللعبة كانت مربحة للشركة بعد أسابيع قليلة بعد إصدارها المبدئي. أُعلن عن لعبة متممة باسم أوري وإرادة الخصلات في معرض الترفيه الإلكتروني 2017. وقد أُصدرت نسخة نهائية في 2016.

## طريقة اللعب
أوري والغابة العمياء هي لعبة منصات ثنائية الأبعاد، ويتحكم اللاعب بشخصية أوري - روح حارسة بيضاء - وسين - ضوء وعينيّ شجرة أرواح الغابة. ولديهما القدرة على القفز والتسلق وقدرات كثيرة أخرى. بإمكان سين إطلاق نيران روحية لقتال الأعداء أو العوائق. ومطلوب من أوري التفاعل مع بيئتهما بينما يقفزان بين المنصات ويحلان الألغاز. يواجه أوري أعداءً بينما يشقان طريقهما لاستعادة الغابة. يساعد اللاعب أوري في جمع شظايا الصحة وشظايا الطاقة وقدرات جديدة وترقيات. ينكشف عالم اللعبة للاعب بطريقة مترويدفانيا بمهارات جديدة تسمح للاعب بالوصول إلى مناطق لم يستطع الوصول إليها مسبقًا.
بالإضافة إلى نقاط الحفظ المتناثرة في اللعبة، يمكن للاعبين إنشاء «روابط الروح» في أي وقت ويعدون نقاط حفظ. ولكن روابط الروح تحتاح إلى خلايا الطاقة التي تُجمَع أثناء اللعب؛ والطاقة المطلوبة ليست وفيرة، مما يضطر اللاعب لإنشائها فقط عند الحاجة. يمكن للاعب جمع نقاط قدرات لشراء عدة ترقيات، مثل زيادة قوة تدمير لهب الروح. يمكن الحصول على هذه الترقيات في أي مكان يوجد به رابط روح وإن كان اللاعب يمتلك نقاط قدرة كافية لشراء المهارة التي يريدها. عندما يحصل أوري على خبرة كافية فإنه يحصل على نقطة قدرة وذلك عن طريق قتل الوحوش أو تدمير نباتات. كل المهارات مرتبة بترتيب تسلسلي ومقسمة إلى ثلاث أقسام، وكلما زاد ترتيب المهارة كلما أصبحت أغلى.

## الحبكة
صوت شجرة الأرواح في غابل نيبل (Nibel) يحكي قصة سقوط أوري حديث الولادة من الشجرة أثناء عاصفة وتبنتنه مخلوقة تدعى نارو (Naru)، والتي ربته على أنه صغيرها. حدث جائح يجعل الغابة وغذائها يذبل، وتموت نارو. أوري أصبح يتيمًا وينطلق لاستشكاف الغابة بنفسه. بعد انهياره بالقرب من شجرة الأرواح في الغابة والتي تسترد له حياته، يقابل لاحقًا سين - كائن يرشد أوري في مغامرتهما ويهاجم الأعداء. لاستعادة الغابة، سين يرشد أوري لاستعادة نور الثلاثة عناصر الداعمة لتوازن نيبل: الماء والرياح والدفء.

## الاستقبال

### الجوائز والترشيحات
| جوائز جولدن جويستيك 2015                             | أفضل لعبة أصلية      | رُشِّح | [ 7 ]  |
| جوائز جولدن جويستيك 2015                             | أفضل تصميم بصري      | رُشِّح | [ 7 ]  |
| جوائز جولدن جويستيك 2015                             | لعبة العام           | رُشِّح | [ 7 ]  |
| جوائز جولدن جويستيك 2015                             | أفضل مؤثرات صوتية    | فوز | [ 8 ]  |
| جوائز جولدن جويستيك 2015                             | لعبة العام لإكس بوكس | فوز | [ 8 ]  |
| جوائز اللعبة 2015                                    | أفضل لعبة مستقلة     | رُشِّح | [ 9 ]  |
| جوائز اللعبة 2015                                    | أفضل موسيقى تصويرية  | رُشِّح | [ 9 ]  |
| جوائز اللعبة 2015                                    | أفضل أكشن ومغامرات   | رُشِّح | [ 9 ]  |
| جوائز اللعبة 2015                                    | أفضل فن إخراجي       | فوز | [ 9 ]  |
| جوائز الأكاديمية البريطانية لألعاب الفيديو 2016      | ملكية أصلية          | رُشِّح | [ 10 ] |
| جوائز الأكاديمية البريطانية لألعاب الفيديو 2016      | الموسيقى             | رُشِّح | [ 10 ] |
| جوائز الأكاديمية البريطانية لألعاب الفيديو 2016      | لعبة ابتدائية        | رُشِّح | [ 10 ] |
| جوائز الأكاديمية البريطانية لألعاب الفيديو 2016      | الإنجاز الفني        | فوز | [ 10 ] |
| جوائز دايس 2016                                      | لعبة العام           | رُشِّح | [ 11 ] |
| جوائز دايس 2016                                      | لعبة المغامرات للعام | رُشِّح | [ 11 ] |
| جوائز دايس 2016                                      | أفضل تحريك           | فوز | [ 11 ] |
| جوائز دايس 2016                                      | أفضل إخراج فن        | فوز | [ 11 ] |
| جوائز دايس 2016                                      | أفضل تأليف موسيقي    | فوز | [ 11 ] |
| جوائز دايس 2016                                      | أفضل تصميم صوتي      | رُشِّح | [ 11 ] |
| جوائز الأكاديمية الوطنية لمراجعي تجارة ألعاب الفيديو | لعبة مغامرات أصلية   | فوز | [ 12 ] |

## وصلات خارجية
- أوري أند ذا بلايند فورست على موقع IMDb (الإنجليزية)

- الموقع الرسمي